# Rochefort (Svizzera)
Rochefort (toponimo francese) è un comune svizzero di 1 313 abitanti abitanti del Canton Neuchâtel.

## Geografia fisica

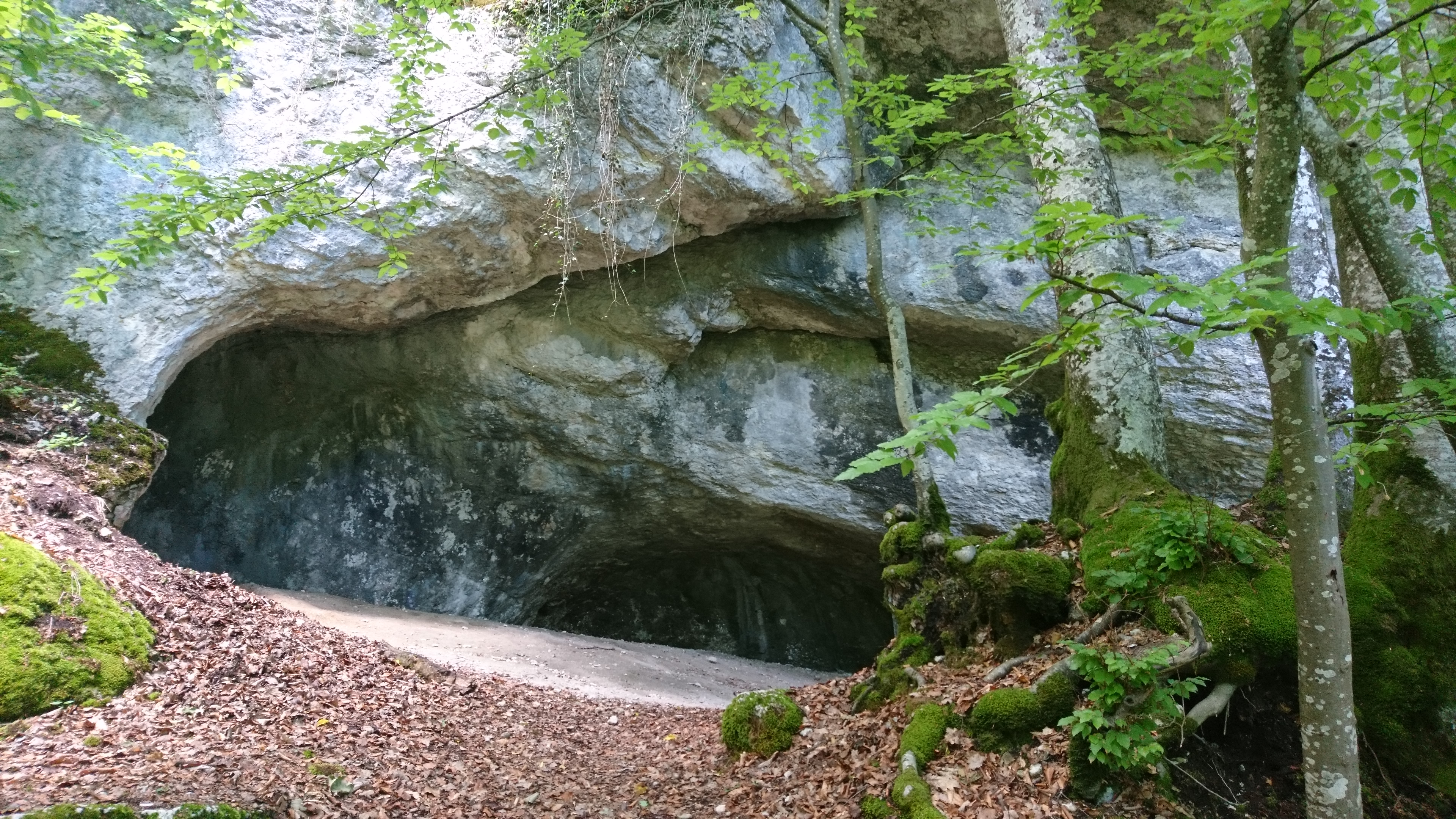
La grotta di Cotencher

Il territorio di Rochefort si estende sul massiccio del Giura e comprende anche la grotta di Cotencher.

## Storia
Dal territorio di Rochefort nel 1888 fu scorporata la località di Brot-Dessus, che fu aggregata a Plamboz per costituire il nuovo comune di Brot-Plamboz. Il 1º gennaio 2016 ha inglobato il comune soppresso di Brot-Dessous, che era stato istituito nel 1730 per scorporo dallo stesso Rochefort.

## Monumenti e luoghi d'interesse
- Rovine del castello di Rocherfort, attestato dal 1184[5].

## Società

### Evoluzione demografica
L'evoluzione demografica è riportata nella seguente tabella:
Abitanti censiti

## Geografia antropica

### Frazioni
Le frazioni di Rochefort sono:
- Brot-Dessous[4]
  - Champ-du-Moulin
- Chambrelien
- Crostand
- Les Grattes
- La Tourne
- Montézillon

## Economia
L'economia locale si basa prevalentemente sul settore primario.

## Infrastrutture e trasporti

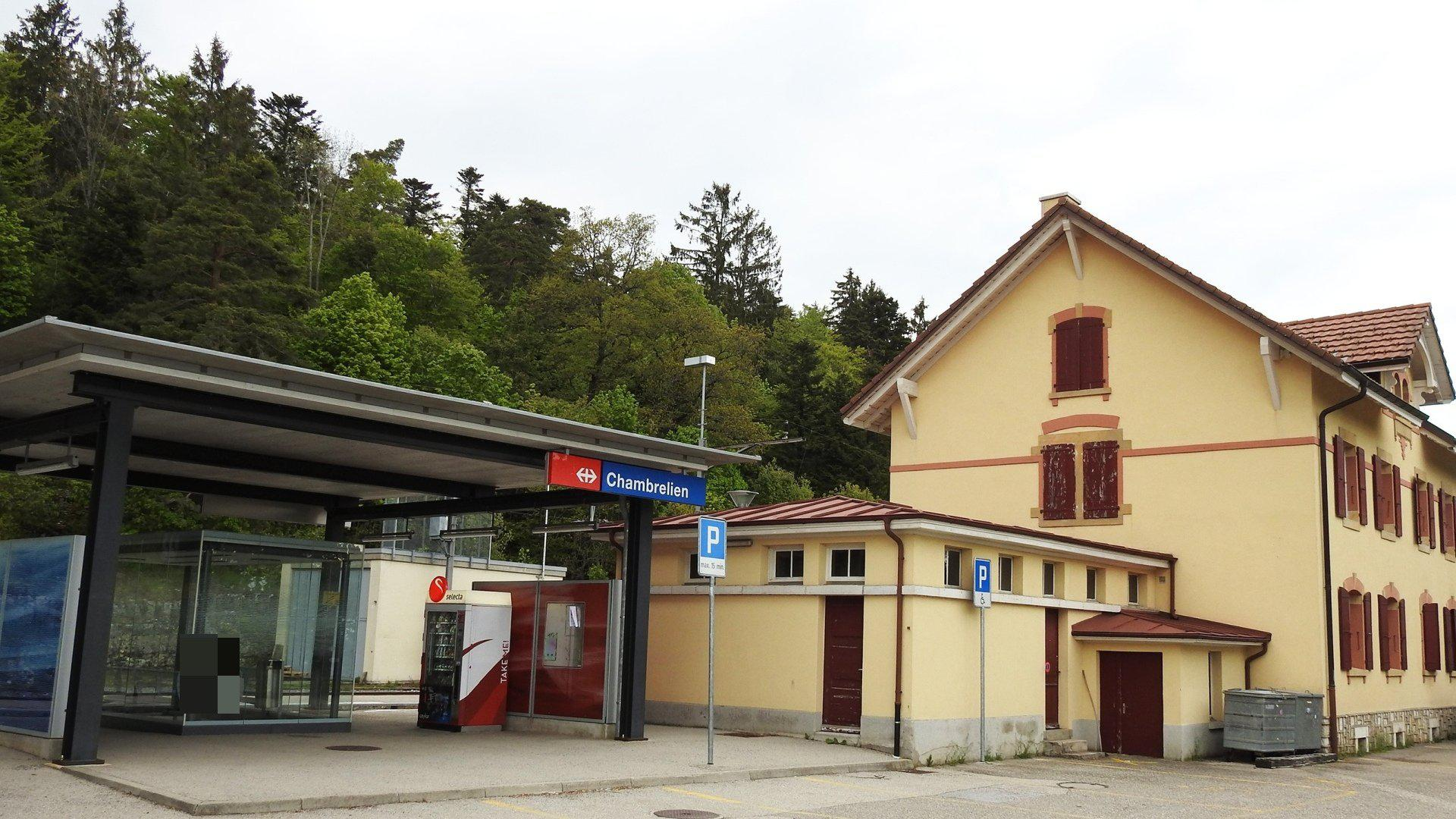
La stazione di Chambrelien

Il passo di La Tourne svalica a 1 170 m s.l.m. e collega le località affacciate sul lago di Neuchâtel con quelle che sorgono sul massiccio del Giura. Rochefort è servito dalla strada principale 10, dalla stazione di Chambrelien sulla ferrovia Neuchâtel-Le Locle (quella di Montmollin-Montezillon è stata soppressa nel 2015) e da quella di Champ-du-Moulin sulla ferrovia Neuchâtel-Pontarlier.